# Манцинкецовское сельское муниципальное образование
Манцинкецовское сельское муниципальное образование — сельское поселение в Ики-Бурульском районе Калмыкии. Административный центр и единственный населённый пункт в составе СМО — посёлок Манцин Кец.

## География
Манцинкецовское СМО расположено в области перехода Южных Ергеней в Кумо-Манычскую впадину. СМО граничит на северо-западе — с Чограйским, на севере и востоке — с Хомутниковским, на северо-востоке — с Чолунхамурским СМО, на юге — со Ставропольским краем.

## История
Муниципальное образование образовано в 1993 году. Наименование Манцинкецовское сельское муниципальное образование присвоено 5 сентября 1997 года на основании поставления Народного Хурала (Парламента) Республики Калмыкия. Современные границы установлены Законом Республики Калмыкия от 9 июля 2003 года № 352-II-З «Об установлении границ территории Манцинкецовского сельского муниципального образования Республики Калмыкия».

## Население
| 2002 | 2010 | 2011 | 2012 | 2013 | 2014 | 2015 |
| ---- | ---- | ---- | ---- | ---- | ---- | ---- |
| 297  | ↘240 | →240 | ↘230 | ↘223 | ↘219 | →219 |
| 2016 | 2017 | 2018 | 2019 | 2020 | 2021 |      |
| ↘216 | ↘214 | ↘209 | ↘204 | ↘194 | ↘159 |      |

### Национальный состав
По данным Всероссийской переписи населения 2010 года:
| Национальность | Численность (чел.) | Процентное соотношение |
| -------------- | ------------------ | ---------------------- |
| Калмыки        | 205                | 85,4%                  |
| Даргинцы       | 21                 | 8,6%                   |
| Русские        | 12                 | 5,0%                   |
| Аварцы         | 2                  | 0,8%                   |
| Всего          | 240                | 100,00%                |